# Ole Søltoft
Ole Søltoft (* 8. Januar 1941 in Kolding; † 9. Mai 1999 in Kopenhagen) war ein dänischer Schauspieler.

## Leben
Ole Søltoft wurde in Kolding geboren und wuchs in Holeby auf der Insel Lolland auf. Nach dem Schulabschluss absolvierte er von 1958 bis 1961 an der Staatlichen Theaterschule in Kopenhagen seine Schauspielausbildung. 1962 hatte er als Darsteller sein Bühnendebüt am Folketeatret. Von 1961 bis 1978 wirkte er in mehr als 40 Film-und-Fernsehproduktionen mit. Nach einigen Rollen im ernsteren Fach spielte er in den 1970er-Jahren vorwiegend in Erotikfilmen mit. 1978 verabschiedete sich Søltoft aus der Filmbranche, stand danach aber noch bis 1993 auf der Bühne, so auch am Aarhus Teater. Als Sänger veröffentlichte Søltoft im Jahr 1966 ein Album.
Ole Søltoft war ab dem 14. November 1964 mit der Schauspielerin Ulla Andersen verheiratet. Die Ehe blieb kinderlos. Søltoft starb am 9. Mai 1999 im Alter von 58 Jahren in Kopenhagen. Seine Grabstätte befindet sich auf dem Friedhof in Rodovre.

## Filmografie (Auswahl)
- 1962: Den kaere Familie
- 1963: Halløj i himmelsengen
- 1964: Summer Weekend
- 1964: 2 × 2 im Himmelbett (Halløj i himmelsengen)
- 1965: Siebzehn – Vier Mädchen machen einen Mann (Sytten)
- 1965: 39 Seemänner und ein Mädchen (Een pige og 39 sømænd)
- 1966: Kleine Sünder – große Sünder (Min søsters børn)
- 1967: Far laver sovsen
- 1967: Kobenhavnerliv (Fernsehserie, 2 Folgen)
- 1970: Das Lied vom roten Rubin (Sangen om den røde rubin)
- 1970: Mazurka im Bett (Mazurka på sengekanten)
- 1971: Mutti, Mutti – er hat doch gebohrt! (Tandlæge på sengekanten)
- 1971: Die jüngsten Kätzchen sind die schärfsten (Dagmars heta trosor)
- 1972: Studentenfutter – Nicht nur Studenten naschen gern (Rektor på sengekanten)
- 1973: Venus-Passage (I Jomfruens tegn)
- 1974: Graf Bobby und seine Nichten (I Tyrens tegn)
- 1975: Was der schwedische Butler sah (Champagnegalopp)
- 1975: Ein Doppeldecker für Madame O (I Tvillingernes tegn)
- 1976: Deine Frau betrügt uns (Hopla på sengekanten)
- 1976: Die Reitschule der Madame O (I Løvens tegn)
- 1977: Madame O und ihre ganz teuren Mädchen (Agent 69 Jensen i Skorpionens tegn)
- 1977: Affæren i Mølleby